# 福崎竜也
福崎 竜也（ふくざき たつや、1994年2月12日 - ）は、日本の元ラグビー選手。現在ジャパンラグビーリーグワン九州電力キューデンヴォルテクスの通訳を務めている。

## プロフィール
- 福岡県出身[1]。
- ポジションはスタンドオフ(SO)。
- 身長175cm、体重79kg
- ニックネームはタツ。
- Bay of Plenty U15やBay of Plenty U16に選ばれたことがある[2]。

## 略歴
小学4年生からラグビーを始めた。
2012年、ロトルア・ボーイズ高校卒業後、福岡サニックスブルース（現・宗像サニックスブルース）に加入。
2013年9月12日に行われたトップキュウシュウA第1節のJR九州サンダース戦にて先発出場で公式戦初出場を果たす。
2020年、宗像サニックスブルースを退団した。